# Vikingen (dikt)
"Vikingen" är en dikt av Erik Gustaf Geijer, skriven 1811. 
"Vikingen" är ett exempel på en rolldikt, där Geijer ikläder sig rollen av en ung viking. Dikten framställer en ynglings längtan bort från hemmet, efter bragder och äventyr, och ger en sorts idealbild av det svenska kynnet.